# Kid Chameleon
Cet article possède un paronyme, voir Chameleon.
Kid Chameleon est un jeu vidéo de plates-formes développé et édité par Sega en 1992 sur Mega Drive.

## Scénario
Un nouveau jeu vidéo, Wild Side, est apparu dans les salles d'arcades. Dans ce jeu, le héros est le joueur lui-même qui se déplace dans une réalité virtuelle créée grâce à des hologrammes. Mais le jeu est devenu tellement réaliste que le boss du jeu, Heady Metal, s'est échappé et a commencé à capturer les joueurs qui perdaient. Cependant, un jeune garçon connu sous le nom de Kid Chameleon a décidé d'entrer dans le jeu et de vaincre Heady Metal pour sauver les joueurs qui en sont prisonniers.

## Système de jeu
Il s'agit ici d'un jeu extrêmement long : il possède presque 90 niveaux (50 niveaux normaux, 20 niveaux d'un chemin alternatif et 20 niveaux « Elsewhere » (« Ailleurs »)) ; de plus, il n'existe aucun système de mot de passe ou de sauvegarde.
Le jeu ressemble légèrement à Super Mario Bros. : on saute sur ses ennemis pour les vaincre, on se cogne la tête contre des blocs pour gagner des objets (en grande partie des diamants), on peut accélérer pour sauter plus haut, et cætera.
Cependant, le jeu possède quelques plus qui le rendent différent de Super Mario Bros. : l'utilité des diamants, les différents blocs existants, et surtout les transformations données par des casques et/ou masques.
Autre chose à noter dans le jeu : la difficulté du jeu est très sensible. En effet, au début le jeu est facile, mais il devient assez rapidement très difficile. Sans compter l'absence de sauvegardes ou de mot de passe.
Ce jeu est jouable à deux joueurs, avec une ou deux manettes. Il s'agit en fait d'un tour par tour, les 2 joueurs faisant leur propre partie chacun de leur côté. Le joueur qui joue continue de jouer jusqu'à ce qu'il perde une vie. À ce moment-là, c'est l'autre joueur qui joue à son tour à partir du niveau où il a perdu.

## Les particularités du jeu
- Les Transformations

Kid ChameleonKid sans masque ou casque. Il peut s'accrocher à des bords de plateformes pour monter. Ses points de vie de base sont de 2 uniquement. Si Kid perd tous ses points de vie avec une transformation, il sera de nouveau sous cette forme.
BerserkerKid peut percer les murs de blocs fissurés avec cette transformation en faisant une charge. Sa charge sert aussi à vaincre les ennemis en un seul coup (sauf les tanks et les machines-perceuses) et à projeter les blocs de métal jusqu'à ce qu'ils touchent d'autres blocs.
Iron KnightGrâce à ce casque, Kid peut escalader les murs à la Spiderman. Son poids permet de casser les blocs fissurés qui se trouvent en dessous de lui selon la hauteur de son saut, ce qui peut être nécessaire, mais qui peut parfois compliquer certains passages... Il s'agit ici de la seule transformation ayant 5 points de vie à la base.
Red StealthKid devient un samouraï, grâce à son sabre, il peut attaquer les ennemis et casser les blocs fissurés se trouvant en dessous de lui. Il peut également sauter plus haut que les autres transformations.
ManiaxeKid se transforme en un personnage qui ressemble incroyablement à Jason Voorhees. Cette transformation lui permet de lancer des haches sur ses adversaires.
JuggernautCe casque transforme Kid en soldat-squelette qui pilote un tank. Ce tank tire des crânes qui rebondissent sur les plateformes et qui ricochent sur les murs jusqu'à leur disparition. Très pratique pour éviter de tomber dans les trous fins car c'est la transformation la plus large du jeu. Cette transformation a également la particularité d'esquiver les tirs ennemis par lui-même en fermant automatiquement le capot de son tank lors d'un tir, très utile lors des combats contre les robots des aliens.
MicromaxCe casque transforme Kid en mouche. Il peut se coller aux murs avec (mais il glisse dessus s'il reste trop longtemps). Il sert particulièrement à passer dans les petits passages et à escalader les murs que le Iron Knight ne peut escalader (ceux qui ne partent pas du sol). Seul problème: il est très lent!
CycloneCe casque permet à Kid de voler, il permet aussi de tuer les ennemis tornades en les cognant sur le côté pendant le vol (mais c'est compliqué à faire) Casque indispensable sur certains passages ou aucun mur n'est présent pour monter, mais aussi pour certains secrets accessible uniquement en volant.
EyeclopsCasque très peu utile dans le jeu. Il permet à Kid de trouver des blocs invisibles en tirant son laser. Il peut aussi tirer sur ses ennemis pour les attaquer en utilisant les diamants (2 diamants par tir)
SkycutterKid devient un Hoverboarder. Il s'agit ici de la transformation la plus rapide du jeu. Il peut également aller sur les plafonds. Gros problème: il n'arrête jamais d'avancer!
- Les Diamants

Dans ce jeu, on récupère des diamants de la même manière que pour les pièces d'or dans Super Mario Bros. Cependant ces diamants de donnent pas une vie quand on en a 100, mais servent à utiliser des pouvoirs spécifique aux transformations. Pour les utiliser, il faut maintenir le bouton A puis appuyer sur Start. Chaque transformation a 2 pouvoirs (sauf 2 d'entre eux) qui peuvent être classés dans 3 catégories : Offensifs, Défensifs et les Divers. L'un coûte 20 diamants, et l'autre 50, lorsqu'on atteint ces quantités, un son nous le signale. La majorité des pouvoirs sont offensifs (exemple : ceux du Berserker, du Red Stealth du Cyclone ou du Micromax). Il existe un moyen de gagner des vies via des diamants : utiliser le pouvoir à 50 diamants du Maniaxe. On peut également augmenter le maximum de points de vie de 1 point en utilisant le pouvoir à 50 diamants du Iron Knight (jusqu'à 4 fois, ce qui fait 6 points de vie pour Kid, 7 pour les transformations et 9 pour le Iron Knight).
- Les blocs

Blocs PCes blocs donnent toutes sortes d'objets après avoir été cognés. Ils se transforment en blocs fissurés quand l'objet en sort.
Blocs fissurésCes blocs sont souvent utilisés pour faire des sols fragiles ou des murs fragiles. On les casse en les cognant une fois.
Blocs métalliquesCes blocs sont incassables. Parfois utilisés pour faire des plafonds ou des sols mais surtout pour des murs incassables.
Blocs PyramideCes blocs disparaissent quand on les touche. Utilisé pour certains passages ou il s'agit d'aller vite.
Blocs CanonIdentiques aux blocs Pyramide, sauf qu'ils tirent des épines vers la direction du/des canon(s) qui attaquent tout le monde (même le joueur) et qui détruit tous les blocs P, blocs fissurés, blocs Pyramide et autres blocs Canon qu'elles touchent.
Blocs NuageCes blocs disparaissent et réapparaissent dans un certain rythme.
Blocs AscenseurIl s'agit d'ascenseurs à activer en les cognant en dessous, et qui décollent au bout de 9 secondes. Attention à l'utilisation de ce bloc: ils peuvent vous écraser en volant dans un plafond ou en retombant!
Multi-BlocsCes blocs se reproduiront 3 fois juste au-dessus lorsque vous les cognerez en dessous. Pratique pour atteindre certains blocs P qui peuvent se révéler trop hauts.
Blocs PerceuseCes blocs ressemblent à des blocs métalliques, mais dès que vous vous approcherez d'eux, ils déploieront des perceuses pour vous attaquer. Tout comme les blocs métalliques, ces blocs sont incassables.
Blocs GlissantsComme leur nom l'indique, ces blocs vous feront glisser si vous marchez dessus.
- Les Objets

DiamantsPermettent d'utiliser des pouvoirs. Il faut appuyer sur A+Start pour les utiliser.
Multi-DiamantsMême chose que les diamants, sauf qu'on en gagne 10 en même temps
HorlogeRedonne 3 minutes au compteur (jusqu'à un maximum de 9:59)
Casques/MasquesTransforment Kid (si on reprend le même casque/masque que celui qu'on possède actuellement, on garde le même casque/masque mais tous nos points de vie sont restaurés)
PièceDonne un continu au joueur.
AnkhDonne une vie au joueur.

## Équipe de développement
- Création du jeu : Hoyt Ng, Broderick Macaraeg, William Dunn, Graeme Bayless
- Programmation : B.C. Tchiu Le, Bill Willis, Steve Woita, Mark Cerny
- Graphismes : Craig Stitt, Alan Ackerman, Judy Totoya, Brenda Ross, Paul Mica
- Son : Nu Romantic Production

## Versions
Le jeu a été réédité sur PlayStation 2 et PlayStation Portable dans la compilation Sega Mega Drive Collection (2006) et sur Wii via la Console virtuelle (2007).